# Hanseweg

## Wanderweg in Westfalen
Der Hanseweg ist ein 140 Kilometer langer Hauptwanderweg im Vereinsgebiet des Sauerländischen Gebirgsvereins und besitzt wie auch all die anderen Hauptwanderstrecken als Wegzeichen das weiße Andreaskreuz  X , an Kreuzungspunkten um die Zahl „13“ ( X13 ) erweitert.
Er verbindet die alten ehemaligen Hansestädte Soest, Arnsberg, Grevenstein, Winterberg und Medebach miteinander.
Nach seinem Beginn in Soest führt der Weg über die Möhnetalsperre, Arnsberg, Grevenstein, Eslohe, Bad Fredeburg, den Kahlen Asten, Winterberg, Medebach nach Herzhausen an der Edertalsperre.

## Virtueller Kulturweg des Europarats
Gelegentlich wird ein Kulturweg des Europarats als „Hanseweg“ bezeichnet. Tatsächlich ist dieser „Weg“ ein nicht durch festgelegte physische Landverbindungen verbundenes bloßes Netzwerk derjenigen Städte, die früher der Hanse angehört haben und dem heutigen Hansebund angehören wollen.